# お釈迦になる
お釈迦になる（おしゃかになる）は、江戸時代の日本からの慣用句。

## 意味
物を製造していたものの、それに失敗したために不良品が出来上がってしまうということを意味する。または使用していた物が壊れてしまったり、欠陥が見つかったために使用できなくなるということを意味する。
釈迦が誕生したときには裸であったことから、裸であったり勝負などに負けて無一文になることを、お釈迦になると言うこともある。この用法は歌舞伎の『忠臣蔵年中行事』で用いられていた。

## 由来
この言葉の由来の1つは、江戸時代に職人が金属を溶接していたのだが、この時の火が強過ぎたために失敗してしまったことから。この時に言った「火が強かった」は「四月八日」と言ったようにもなり、4月8日は釈迦の誕生日でもあったことから、火が強かったをお釈迦になったと言い換えるようになっていた。このようにして、お釈迦になったとは物を製造をしていたが不良品が出来上がってしまったことを意味する言葉として用いられるようになった。
もう1つの由来は、鋳物を行っていた人が阿弥陀像を鋳ていたのであるが、誤って釈迦像を鋳てしまったことから。このことから不良品を生産してしまうことをお釈迦になると言うようになった。このように鋳物や製造で使われ始めた言葉であった。
物が壊れてしまったなどで使い物にならなくなったことをお釈迦になるとする由来は、使用できなくなった物を死人と見立てて、仏の縁で釈迦を連想したためであった。

## その他
ナナヲアカリの曲で『お釈迦になる』というのがある。